# Rheumatobates trulliger
Rheumatobates trulliger är en insektsart som beskrevs av Ernst Evald Bergroth 1915. Rheumatobates trulliger ingår i släktet Rheumatobates och familjen skräddare. Inga underarter finns listade i Catalogue of Life.